# Alejandra Aragón
Alejandra Aragón (1983, Ciudad Juárez, Chihuahua) es una fotoperiodista mexicana, galardonada con el premio Latin America Professional Award 2022 de los Sony World Photography Awards , por su obra Vine a La Pinta porque me dijeron que mi padre vive aquí. Su obra es un testimonio de la vida en las regiones más vulnerables de México.

## Trayectoria
Estudió Administración y Artes Visuales en la Universidad Autónoma de Ciudad Juárez. Se desempeñó como fotoperiodista para Grupo Net Multimedia. [cita requerida]
Su trabajo ha sido exhibido en México y Estados Unidos, y publicado en el libro Visión del norte.[cita requerida]
Ha participado en exposiciones colectivas en México y en el extranjero, incluyendo en el Museo de Arte Moderno de Toluca, el Centro de la Imagen de la Ciudad de México, la Fototeca de Zacatecas, el Centro Cultural Tijuana en B.C, el Museo Kunsthall Kade en Holanda, la Polygon Gallery en Canadá, y los festivales Monat Der Fotografie Off 2018 en Berlín y el Tbilisi 2020 en Georgia. Su documental Las Noches Invisibles formó parte del programa Coordenadas del Festival de Cine Ambulante en 2018.[cita requerida]
- Seleccionada de la Bienal Internacional de Arte Visual Universitario 2013[cita requerida]
- Beca del PECDA David Alfaro Siqueiros 2011[cita requerida]
- Beca Jávenes Creadores del FONCA y apoyo a la producción del documental Disrupted Borders del programa If / Then del Tribeca Film Institute. 2019.[3][4]

Alejandra Aragón también fue una de las cuatro organizadoras del Ladyfest Juárez 2015, junto a Itzel González, Linda Ávila e Ivonne Ramirez.

## Reconocimientos
- Premio. Latin America Professional Award 2022[cita requerida]
- Reconocida por los SONY en los World Photograpghy Awards[cita requerida]

## Obra
La serie fotográfica de Alejandra Aragón Vine a La Pinta porque me dijeron que mi padre vive aquí. Está inspirada en el libro Pedro Páramo, de Juan Rulfo, en el que el protagonista emprende un viaje para conocer a su padre. Ella emprendió un viaje similar para buscar a su padre. A través de esta obra, la fotoperiodista da voz a múltiples voces que migran en busca de identidad y vínculo familiar.
La serie fotográfica utiliza filtros de color rosa para dar la sensación en sus fotografías de un recuerdo familiar, y contrastarlos con la realidad de la violencia que se vive en estos recorridos actuales de nomadismo e identidad contemporánea. Aragón también utilizó película infrarroja para recordar el contexto violento del país y crear una nueva relación con el color rosa, asociado despectivamente con la feminidad.[cita requerida]
La fotógrafa ha retratado la vida en su ciudad natal, donde se han registrado miles de feminicidios y desapariciones de mujeres en las últimas décadas. Su obra es un testimonio de la resistencia y la lucha feminista en este contexto.[cita requerida]
La narrativa fotográfica de Alejandra Aragón es un testimonio de la vida en las regiones más vulnerables de México. A través de su obra, la fotoperiodista busca visibilizar la realidad de la migración, la exclusión social y la violencia de género. Su trabajo es una invitación a mirar la realidad con empatía y sensibilidad, y a reflexionar sobre la importancia de la identidad y la memoria. A través de diferentes medios y técnicas, la artista explora la resistencia de los cuerpos y la vida en una tierra fracturada por la violencia y la precariedad del capitalismo tardío.
En La Grieta, el concepto de frontera se presenta como una falla o error, una herramienta simbólica para explorar la resistencia de los cuerpos y la identidad. En La Guerra, la artista yuxtapone imágenes del adentro y él afuera para mostrar cómo la violencia atraviesa todos los aspectos de la vida.
En Premoniciones, cuestiona la representación y la carga simbólica que se ha depositado sobre la imagen de los cuerpos de las mujeres en Ciudad Juárez en el contexto del feminicidio sistemático. Noches Invisibles, es un documental que explora las atmósferas de los espacios nocturnos de Ciudad Juárez y las personas que los habitan, mientras que Las Calles de la Vergüenza, revela la vida que existía en lugares que han sido borrados del espacio físico.